# 5000 lire "Canaletto"
Con D.M.T. 21 aprile 1997 venne autorizzata l'emissione di una moneta commemorativa in argento del valore nominale di 5000 lire dedicata alla III centenario della nascita di Canaletto.

## Dati tecnici
Al dritto è riprodotto un autoritratto del Canaletto a sinistra; sullo sfondo è una sua veduta di Venezia, in giro è scritto "REPVBBLICA ITALIANA" mentre subito dopo si legge il nome dell'autrice COLANERI.
Al rovescio al centro riproduzione di un particolare de "Il bacino di San Marco di Canaletto con l'indicazione del valore a sinistra e le date 1697 - 1997 in alto a destra. Il segno di zecca R si trova all'estrema destra del campo.
Nel contorno: godronatura discontinua
Il diametro è di 32 mm, il peso: 18 g e il titolo è di 835/1000
La moneta è presentata nella duplice versione fior di conio e fondo specchio, rispettivamente in 36.000 e 7.550 esemplari.